# Джозеф Конрад (судно)
Джозеф Конрад — Вітрильне судно із залізним корпусом, яке  було спущене на воду  у 1882 році і використовувалося для навчання моряків у Данії. Після навколосвітнього плавання на приватній яхті в 1934 році воно було навчальним судном у Сполучених Штатах. Наразі це корабель-музей у Коннектикуті.

## Сервісна історія

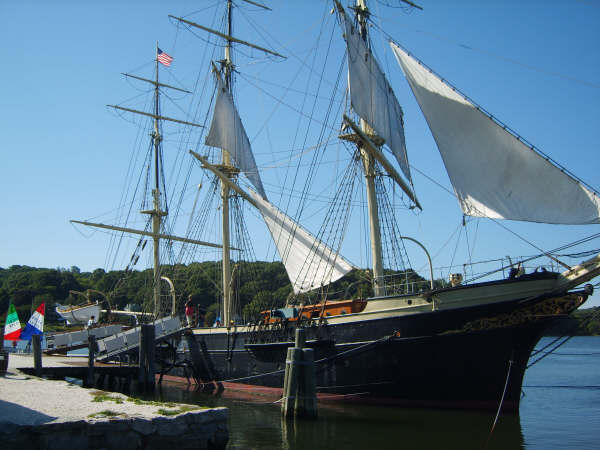
Джозеф Конрад у 2008 році

Одного разу вночі 1905 року в Копенгагені під час феєрверку на гавані екіпажу наказали вимкнути вогні. Члени екіпажу пішли спати. Велике  торгове судно підійшло до корабляі  у темряві протаранило корабель. Тоді  загинули 22 юнаки віком від 14 до 17 років. Під час Першої світової війни судно було на сторожі, але  і навіть не переміщався з гавані.

## Навколосвітнє плавання
Австралійський моряк і письменник Алан Вільєрс перейменував корабель на честь відомого автора Джозефа Конрада. Вільєс запланував навколосвітнє плавання з екіпажем переважно хлопчиків. Джозеф Конрад відплив з Іпсвіча 22 жовтня 1934 року, перетнув Атлантичний океан до Нью-Йорка, потім спустився до Ріо-де-Жанейро, Кейптауна, а також через Індійський океан і Ост-Індію. Після зупинок у Сіднеї, Нова Зеландія та Таїті, Джозеф Конрад обігнув мис Горн і повернувся до Нью-Йорка 16 жовтня 1936 року, проїхавши загалом близько 57 000 миль (92 000 км). У результаті експедиції Вільєрс збанкрутував і продав корабель  Хантінгтону Хартфорду, спадкоємцю A&P, супермаркетів Fortune. Той додав двигун і використовував судно як яхту.
У 1939 році Хартфорд пожертвував Джозефа Конрада береговій охороні Сполучених Штатів для використання в якості навчального корабля для торгового флоту. Судно брало участь у тренувальному круїзі Карибським морем з грудня 1939 року. Берегова охорона передала судно Морській адміністрації Джозеф Конрад продовжував бути навчальним кораблем до кінця війни в 1945 році 
Після двох років простою корабель  перевели  у Стонгінгтон, штат Коннектикут, 9 липня 1947 року для «музейних і молодіжних навчальних цілей», де він залишається як плавучий експонат. Судно використовують також для розміщення туристів, які відвідують вітрильний табір Джозефа Конрада.

## Нагороди
- Медаль за службу оборони США
- Медаль американської кампанії
- Медаль торгового флоту Атлантичної зони війни
- Медаль Перемоги у Другій світовій війні
- Медаль Перемоги у Другій світовій війні торгового флоту